# Matisse Samoise
Matisse Samoise (21 novembre 2001) è un calciatore belga, difensore del Gent.

## Carriera

### Club
Cresciuto nel settore giovanile del Gent, debutta in prima squadra il 29 settembre 2020 in occasione dell'incontro valido per i play-off di Champions League perso 3-0 contro la Dinamo Kiev.

### Nazionale
Ha giocato nella nazionale belga Under-21.

## Statistiche

### Presenze e reti nei club
Statistiche aggiornate al 4 novembre 2021.
| Stagione        | Squadra         | Campionato      | Campionato | Campionato | Coppe nazionali | Coppe nazionali | Coppe nazionali | Coppe continentali | Coppe continentali | Coppe continentali | Altre coppe | Altre coppe | Altre coppe | Totale | Totale |
| Stagione        | Squadra         | Comp            | Pres       | Reti       | Comp            | Pres            | Reti            | Comp               | Pres               | Reti               | Comp        | Pres        | Reti        | Pres   | Reti   |
| --------------- | --------------- | --------------- | ---------- | ---------- | --------------- | --------------- | --------------- | ------------------ | ------------------ | ------------------ | ----------- | ----------- | ----------- | ------ | ------ |
| 2020-2021       | Gent            | D1              | 9          | 1          | CB              | 1               | 1               | UCL+UEL            | 1+0                | 0                  |             | -           | -           | 11     | 2      |
| 2021-2022       | Gent            | D1              | 24         | 2          | CB              | 4               | 0               | UECL               | 7                  | 0                  |             | -           | -           | 35     | 2      |
| Totale carriera | Totale carriera | Totale carriera | 33         | 3          |                 | 5               | 1               |                    | 8                  | 0                  |             | -           | -           | 46     | 4      |

## Palmarès

### Club

#### Competizioni nazionali
- Coppa del Belgio: 1

Gent: 2021-2022